# Тихоокеанский сельский округ
Тихоокеанский сельский округ (каз. Тихоокеанск ауылдық округі) — административная единица в составе Тайыншинского района Северо-Казахстанской области Казахстана. Административный центр — село Тихоокеанское.
Население — 1221 человек (2009, 1965 в 1999, 2692 в 1989).

## История
Тихоокеанский сельский совет образован 13 марта 1954 года. 28 апреля 2001 года совместным решением 9 сессии областного маслихата и акима области вновь образован Тихоокеанский сельский округ. В состав сельского округа была включена территория ликвидированного Севастопольского сельского совета (села Шункырколь, Алабота).

## Состав
В состав округа входят такие населенные пункты:
| Населенный пункт    | Население, человек (1989) | Население, человек (1999) | Население, человек (2009) |
| ------------------- | ------------------------- | ------------------------- | ------------------------- |
| Алабота, село       | 392                       | 322                       | 176                       |
| Тихоокеанское, село | 908                       | 856                       | 642                       |
| Шункырколь, село    | 1392                      | 787                       | 403                       |